# Arthur Wheeler
Arthur Frederick Wheeler (Epsom, 5 augustus 1916 - 16 juni 2001) was een Brits motorcoureur. Zijn beste seizoen was dat van 1962, toen hij de 250 cc Grand Prix van Argentinië won en derde in het wereldkampioenschap werd.
Hij werd als een van de beste privérijders in de wegrace beschouwd, temeer omdat hij goede resultaten bleef boeken met sterk verouderde Moto Guzzi's.

## Carrière
Wheeler ging op zijn 15e van school om in de leer te gaan als elektricien en ingenieur. Hij kocht voor twee guineas een leren broek en een helm van zijn oom Frank Taylor, een veteraan op het circuit van Brooklands, die zijn carrière beëindigde nadat hij de Ulster Grand Prix gewonnen had. In 1934 ging Wheeler deelnemen aan grasbaanraces met een 350 cc Velocette KTT Mk IV. In 1936 reed hij zelf tegen de zin van zijn ouders met een Triumph op Brooklands in een Clubman's Race. Hoewel hij in twee races derde werd, liet zijn vader hem voor straf drie nachten bij zijn Triumph in de schuur slapen, met de bedoeling hem te genezen van het racevirus.
In 1937 begon hij een motorzaak in Ewell, waarmee hij het geld verdiende om met motorfietsen te racen. In dat jaar startte hij voor het eerst op het eiland Man. Hij wilde met een Velocette deelnemen aan de Junior Race van de Manx Grand Prix en reed een goede trainingstijd, maar hij viel al in de eerste bocht. Hij reed nog tien kilometer door met een gebroken voorvork en viel toen uit. Zijn motorzaak liep echter heel goed, en Arthur Wheeler had genoeg geld om te blijven racen
Toen de Tweede Wereldoorlog uitbrak ging hij samenwerken met Barnes Wallis bij de ontwikkeling van de "Bouncing Bomb".
Na de oorlog begon zijn nieuwe motorzaak in Epsom al snel goed te lopen. Daardoor kon hij ook races op het vasteland van Europa gaan rijden. Hij raakte bevriend met andere coureurs, zoals Geoff Duke, Fergus Anderson, Ken Bills, Freddie Frith, Dickie Dale en de oud- bommenwerper piloot Les Graham. Als Wheeler op het vasteland reed voegde zich steevast een Belgische monteur, Noel Lahaye-Moussiaux, bij hem. Hij werkte gratis voor het "team" van Wheeler en bleef een levenslange vriend. Na afloop van een raceweekend gingen ze samen feesten tot diep in de nacht.
In 1946 werd hij met een Velocette tiende in de 500 cc Senior Race en elfde in de Junior Race van de Manx Grand Prix.
In 1947 werd hij twaalfde in de Senior Race en zesde in de Junior Race, nog steeds met de Velocette, maar met een Excelsior startte hij ook in de 250 cc Clubmans Lightweight TT waarin hij uitviel.
In 1948 werd hij met een Triumph in de Manx Grand Prix vijfde in de Senior Race en met een Velocette negende in de Junior Race. In de Clubmans Lightweight TT werd hij met een Velocette zevende. Dit waren allemaal nog amateurwedstrijden die op de "Mountain Course" werden gereden.
In 1949 startte hij tijdens de Isle of Man TT in de Junior TT (20e met een Velocette KTT Mk VIII) en de Senior TT (uitgevallen met een Triumph). Dit waren wedstrijden die al golden voor het wereldkampioenschap. Hij viel in dat jaar in de 500 cc klasse ook uit tijdens de TT van Assen, maar hij werd elfde in de GP van België.
In 1950 kocht hij een Norton Manx, waarmee hij in de 500 cc klasse slechts 26e werd in de Senior TT, 14e in België en 12e in Assen. In de Junior TT werd hij met een Velocette 12e. In de 350 cc klasse van de North West 200 werd hij met de Velocette tweede achter Geoff Duke. Toen het wereldkampioenschap wegrace werd ingesteld ontdekten de Italiaanse merken, die op dat moment toonaangevend waren, dat ze coureurs nodig hadden die de Snaefell Mountain Course, waar de Isle of Man TT werd verreden, kenden. Dit stratencircuit was 60 km lang en de Italiaanse coureurs hadden moeite om dit circuit te leren kennen. Via zijn vriend Fergus Anderson kreeg Arthur Wheeler van de fabriek van Moto Guzzi een vooroorlogse 250 cc Moto Guzzi Albatros. Hiermee won hij de North West 200, maar in de TT van Man startte hij er niet mee.
In 1951 won hij de North West 200 met de Moto Guzzi, die intussen doorontwikkeld was tot de Gambalunghino, maar in de Lightweight TT gebruikte hij weer een Velocette, waarmee hij vijfde werd. Met de Velocette werd hij in de Ulster Grand Prix derde en daardoor had hij in totaal zes punten gescoord. Daardoor werd hij in het wereldkampioenschap van 1951 de beste Brit én de beste met een Britse motorfiets. Hij eindigde als zevende.
In 1952 won hij met de Moto Guzzi de North West 200 voor de tweede keer. In de Lightweight TT werd hij negende. In de TT van Assen werd hij vierde en in de Grand Prix van Duitsland zesde. Daardoor eindigde hij als 12e in het 250 cc wereldkampioenschap.
In 1953 haalde hij zijn derde overwinning in de North West 200. In de Lightweight TT werd hij vierde en in de Ulster Grand Prix zesde. In het WK eindigde hij als tiende.
In het 250 cc wereldkampioenschap was de NSU Rennmax inmiddels erg sterk geworden, terwijl de Moto Guzzi Gambalunghino motorisch nog steeds vooroorlogs was. Het was in 1954 ook voor de fabriekscoureurs van Moto Guzzi niet makkelijk om punten te scoren. Op 11 september verongelukte NSU-rijder Rupert Hollaus tijdens de training van de Grand Prix des Nations op Monza. Het NSU-team trok zich terug, waardoor de Italiaanse machines een kans kregen om te winnen. Arthur Wheeler won deze race, voor zijn teamgenoot Romolo Ferri. Omdat hij ook al punten had gescoord in Ulster, Assen en Duitsland eindigde hij als vierde in het wereldkampioenschap. Hij was daarmee de beste Moto Guzzi-coureur. Hij won in dat jaar zijn vierde North West 200.
In 1955 was de productie van de Gambalunghino beëindigd. De fabriekscoureurs stapten over op de Moto Guzzi Bialbero 250, maar Enrico Lorenzetti gaf Wheeler zijn reservedelen, zodat hij nog jaren met de Gambalunghino kon blijven rijden. Arthur Wheeler moest wel zelf nieuwe ontwikkelingen uitvoeren: hij bouwde zelf een druppelstroomlijn en later een dolfijnkuip voor zijn Moto Guzzi. Samen met Ken Sprayson bouwde hij bij Raleigh een ruggengraatframe met een swingarm-achterbrug en een oliehoudende bovenbuis. Wheeler werd in dit jaar vierde in de Lightweight TT, vijfde in Duitsland en zesde in Assen en eindigde als elfde in het WK.
In 1956 reed hij met een MV Agusta 125 Monoalbero in de Ultra-Lightweight TT, maar daarin viel hij uit. Met de 250 Gambalunghino werd hij zesde in de Lightweight TT en derde in de Ulster Grand Prix.
In 1957 scoorde hij punten in Nederland (zesde) en België (vierde). Daardoor werd hij in de 250 cc-eindstand 13e.
In 1958 reed Wheeler met een 125 cc Mondial 125 Bialbero en een 250 cc Mondial. Hij scoorde er niet veel punten mee. In de 125 cc klasse werd hij zesde in de Ulster Grand Prix en in de 250 cc klasse werd hij vijfde in Assen.
In 1959 kocht hij voor de 125 cc klasse een Ducati 125 Grand Prix Bialbero, maar hij scoorde slechts één punt in de Ulster Grand Prix. Hij reed ook één race, de Ultra-Lightweight TT, met een NSU Rennfox, maar werd slechts zevende.
In 1960 sloeg Wheeler een seizoen over, en in 1961 werd hij in de North West 200 met zijn oude Moto Guzzi. In de Lightweight TT werd hij zevende, wat een opmerkelijke prestatie was, want niet alleen was hij inmiddels 44 jaar oud, de races werden intussen ook beheerst door de Japanse fabrikanten en vóór Wheeler finishten vijf Honda's en Fumio Ito's Yamaha.
In 1962 had Wheeler een inmiddels vijf jaar oude Moto Guzzi Monocilindrica 500, waarmee hij alleen in de Senior TT en de Grand Prix van Argentinië startte, maar beide keren uitviel. Met de Moto Guzzi Monocilindrica 350 scoorde hij een punt in Monza. In de 250 cc klasse won hij voor de vijfde keer de North West 200. In het wereldkampioenschap was de viercilinder Honda RC 163 niet te kloppen, maar privérijders konden ook de tweecilinder Honda CR 72 kopen. Die leverde ruim 40 pk, waar de Gambalunghino van Wheeler met zijn 27 pk niet tegenop kon. Wheeler kon desondanks in eerste instantie 11 punten scoren door vierde plaatsen in de Lightweight TT en de Ulster Grand Prix, vijfde plaatsen in België en Duitsland en een zesde plaats in Assen. De toprijders gingen echter niet meer naar de laatste Grand Prix in Argentinië. Het wereldkampioenschap was immers beslist en de reis naar Zuid-Amerika was duur. Men kon veel meer start- en prijzengeld verdienen in internationale Europese races. Wheeler ging wel naar Argentinië en won daar vóór Umberto Masetti met een Moto Morini. Daardoor kreeg hij er acht punten bij en kwam hij op 19, genoeg voor de derde plaats in het wereldkampioenschap. Arthur Wheeler was inmiddels 46 jaar oud en zijn Moto Guzzi was al minstens 9 jaar oud. Hij besloot zijn carrière te beëindigen. Hoewel hij met zijn oude Moto Guzzi goed gepresteerd had, betreurde hij het dat hij nooit een race in de Isle of Man TT had gewonnen. Zijn beste prestaties daar waren drie vierde plaatsen in de Lightweight TT, in 1953, 1955 en 1962. Hij bleef de motorsport echter trouw. Na zijn racecarrière ging hij verder als zijspan-trial rijder.
In 1979 ging hij weer rijden in races voor klassieke motoren. Hij moest met goede argumenten komen om bij de Auto-Cycle Union een racelicentie te krijgen, maar toen dat lukte bleef hij nog 22 jaar racen.
In 1985 verscheen Wheeler weer op Man. De Manx Grand Prix kende inmiddels aparte races voor klassieke motoren. Wheeler werd in 1985 vijfde in de Classic Lightweight Race. Hij bleef nog jaren aan deze race deelnemen. In zijn laatste jaar (1989) werd hij nog tiende in de Classic Lightweight Race. Hij was toen 73 jaar oud.
Kort voor zijn dood had hij zijn Moto Guzzi helemaal gereviseerd om weer een seizoen te gaan racen. Vijf maanden voor zijn dood had hij nog een race gereden.
Wheeler was 70 jaar lid van de Leatherhead Motorcycle Club. Hij was ook voorzitter van de Association of Pioneer Motor-cyclists en de TT Riders' Association. Hij was ook actief in de vrijmetselarij.
Wheeler was gescheiden van zijn eerste vrouw. Op zijn 76e hertrouwde hij. Bij zijn dood liet hij zijn tweede vrouw Ruby en drie zonen uit zijn eerste huwelijk achter.

## Wereldkampioenschap wegrace resultaten
(Races in cursief geven de snelste ronde aan)
| Jaar | Klasse | Merk       | 1       | 2       | 3       | 4      | 5       | 6       | 7       | 8       | 9     | 10    | 11      | Punten | Plaats | Overwinningen |
| ---- | ------ | ---------- | ------- | ------- | ------- | ------ | ------- | ------- | ------- | ------- | ----- | ----- | ------- | ------ | ------ | ------------- |
| 1949 | 350 cc | Velocette  | IOM 20  | ZWI -   | NED -   | BEL -  | ULS 10  |         |         |         |       |       |         | 0      | –      | 0             |
| 1949 | 500 cc | Triumph    | IOM DNF | ZWI -   | NED DNF | BEL 11 | ULS -   | NAT -   |         |         |       |       |         | 0      | –      | 0             |
| 1950 | 350 cc | Velocette  | IOM 12  | BEL 16  | NED -   | ZWI -  | ULS 10  | NAT -   |         |         |       |       |         | 0      | –      | 0             |
| 1950 | 500 cc | Norton     | IOM 26  | BEL 14  | NED 12- | ZWI -  | ULS DNF | NAT -   |         |         |       |       |         | 0      | –      | 0             |
| 1951 | 250 cc | Velocette  |         | ZWI -   | IOM 5   |        |         | FRA -   | ULS 3   | NAT -   |       |       |         | 6      | 7e     | 0             |
| 1951 | 350 cc | Velocette  | SPA -   | ZWI -   | IOM 47  | BEL -  | NED -   | FRA -   | ULS -   | NAT -   |       |       |         | 0      | –      | 0             |
| 1951 | 500 cc | BSA        | SPA -   | ZWI -   | IOM DNF | BEL -  | NED 7   | FRA 14  | ULS 11  | NAT DNF |       |       |         | 0      | –      | 0             |
| 1952 | 250 cc | Moto Guzzi | ZWI -   | IOM 9   | NED 4   |        | DUI 6   | ULS -   | NAT -   |         |       |       |         | 4      | 12e    | 0             |
| 1952 | 350 cc | Velocette  | ZWI -   | IOM DNF | NED 12  | BEL -  | DUI -   | ULS -   | NAT -   |         |       |       |         | 0      | –      | 0             |
| 1952 | 500 cc | Norton     | ZWI -   | IOM 21  | NED DNF | BEL -  | DUI -   | ULS DNF | NAT -   | SPA -   |       |       |         | 0      | –      | 0             |
| 1953 | 250 cc | Moto Guzzi | IOM 4   | NED -   |         | DUI -  |         | ULS 6   | ZWI -   | NAT 8   | SPA - |       |         | 4      | 10e    | 0             |
| 1953 | 350 cc | AJS        | IOM 19  | NED -   | BEL -   |        | FRA -   | ULS -   | ZWI -   | NAT -   | SPA - |       |         | 0      | –      | 0             |
| 1953 | 500 cc | Matchless  | IOM DNF | NED DNF | BEL 13  |        | FRA -   | ULS 15  | ZWI -   | NAT -   | SPA - |       |         | 0      | –      | 0             |
| 1954 | 250 cc | Moto Guzzi | FRA -   | IOM 7   | ULS 4   |        | NED 6   | DUI 4   | ZWI -   | NAT 1   |       |       |         | 15     | 4e     | 1             |
| 1954 | 350 cc | AJS        | FRA -   | IOM 10  | ULS -   | BEL -  | NED -   | DUI -   | ZWI -   | NAT 7   | SPA - |       |         | 0      | –      | 0             |
| 1954 | 500 cc | AJS        | FRA -   | IOM 28  | ULS -   | BEL -  | NED -   | DUI -   | ZWI -   | NAT -   | SPA - |       |         | 0      | –      | 0             |
| 1955 | 250 cc | Moto Guzzi |         |         | IOM 4   | DUI 5  |         | NED 6   | ULS 7   | NAT 10  |       |       |         | 6      | 11e    | 0             |
| 1955 | 350 cc | AJS        |         | FRA -   | IOM 12  | DUI 16 | BEL 15  | NED -   | ULS 14  | NAT 9   |       |       |         | 0      | –      | 0             |
| 1955 | 500 cc | Matchless  | SPA -   | FRA -   | IOM 17  | DUI -  | BEL 15  | NED -   | ULS DNF | NAT -   |       |       |         | 0      | –      | 0             |
| 1956 | 125 cc | MV Agusta  | IOM DNF | NED -   | BEL -   | DUI -  | ULS -   | NAT -   |         |         |       |       |         | 0      | –      | 0             |
| 1956 | 250 cc | Moto Guzzi | IOM 6   | NED -   | BEL DNF | DUI -  | ULS 3   | NAT 10  |         |         |       |       |         | 5      | 9e     | 0             |
| 1956 | 350 cc | Moto Guzzi | IOM 18  | NED -   | BEL 11  | DUI -  | ULS -   | NAT 9   |         |         |       |       |         | 0      | –      | 0             |
| 1956 | 500 cc | Moto Guzzi | IOM -   | NED -   | BEL -   | DUI -  | ULS DNF | NAT -   |         |         |       |       |         | 0      | –      | 0             |
| 1957 | 125 cc | MV Agusta  | DUI -   | IOM DNF | NED -   | BEL -  | ULS -   | NAT -   |         |         |       |       |         | 0      | –      | 0             |
| 1957 | 250 cc | Moto Guzzi | DUI -   | IOM 8   | NED 6   | BEL 4  | ULS -   | NAT 8   |         |         |       |       |         | 4      | 13e    | 0             |
| 1957 | 350 cc | Moto Guzzi | DUI -   | IOM 19  | NED -   | BEL -  | ULS -   | NAT 7   |         |         |       |       |         | 0      | –      | 0             |
| 1957 | 500 cc | Moto Guzzi | DUI -   | IOM 23  | NED -   | BEL -  | ULS -   | NAT -   |         |         |       |       |         | 0      | –      | 0             |
| 1958 | 125 cc | Mondial    | IOM 9   | NED -   | BEL DNF | DUI -  | ZWE -   | ULS 6   | NAT 10  |         |       |       |         | 1      | 13e    | 0             |
| 1958 | 250 cc | Mondial    | IOM DNF | NED 5   |         | DUI -  | ZWE -   | ULS -   | NAT 10  |         |       |       |         | 2      | 16e    | 0             |
| 1958 | 350 cc | AJS        | IOM DNF | NED -   | BEL -   | DUI -  | ZWE -   | ULS -   | NAT -   |         |       |       |         | 0      | –      | 0             |
| 1958 | 500 cc | AJS        | IOM 35  | NED -   | BEL -   | DUI -  | ZWE -   | ULS -   | NAT -   |         |       |       |         | 0      | –      | 0             |
| 1959 | 125 cc | Ducati     |         |         | DUI -   | NED -  | BEL -   | ZWE -   | ULS 6   | NAT 10  |       |       |         | 1      | 14e    | 0             |
| 1959 | 250 cc | NSU        |         | IOM 7   |         |        |         |         |         |         |       |       |         | 0      | -      | 0             |
| 1959 | 250 cc | Moto Guzzi |         |         | DUI -   | NED -  |         | ZWE 8   | ULS -   | NAT 8   |       |       |         | 0      | -      | 0             |
| 1959 | 350 cc | AJS        | FRA -   | IOM 21  | DUI -   |        |         | ZWE -   | ULS -   | NAT -   |       |       |         | 0      | –      | 0             |
| 1959 | 500 cc | AJS        | FRA -   | IOM DNF | DUI -   | NED -  | BEL -   |         | ULS -   | NAT -   |       |       |         | 0      | –      | 0             |
| 1961 | 125 cc | Ducati     | SPA -   | DUI -   | FRA -   | IOM 13 | NED -   | BEL -   | DDR -   | ULS -   | NAT - | ZWE - | ARG -   | 0      | –      | 0             |
| 1961 | 250 cc | Moto Guzzi | SPA -   | DUI -   | FRA -   | IOM 7  | NED -   | BEL -   | DDR -   | ULS -   | NAT 9 | ZWE - | ARG -   | 0      | –      | 0             |
| 1961 | 350 cc | Moto Guzzi |         | DUI -   |         | IOM 39 | NED -   |         | DDR -   | ULS -   | NAT - | ZWE - |         | 0      | –      | 0             |
| 1961 | 500 cc | Matchless  |         | DUI -   | FRA -   | IOM 27 | NED -   | BEL -   | DDR -   | ULS -   | NAT - | ZWE - | ARG -   | 0      | –      | 0             |
| 1962 | 125 cc | Ducati     | SPA -   | FRA -   | IOM -   | NED -  | BEL 7   | DUI -   | ULS -   | DDR -   | NAT - | FIN - | ARG -   | 0      | -      | 0             |
| 1962 | 250 cc | Moto Guzzi | SPA -   | FRA -   | IOM 4   | NED 6  | BEL 5   | DUI 5   | ULS 4   | DDR -   | NAT 8 |       | ARG 1   | 19     | 3e     | 1             |
| 1962 | 350 cc | Moto Guzzi |         |         | IOM 23  | NED 13 |         |         | ULS -   | DDR -   | NAT 6 | FIN - |         | 1      | 14e    | 0             |
| 1962 | 500 cc | Moto Guzzi |         |         | IOM DNF | NED -  | BEL -   |         | ULS -   | DDR -   | NAT - | FIN - | ARG DNF | 0      | –      | 0             |